# Robert Pobožný
Robert Pobožný (Tisovec, 30 maggio 1890 – Rožňava, 9 giugno 1972) è stato un vescovo cattolico slovacco.

## Biografia
Robert Pobožný nacque a Tisovec il 30 maggio 1890 da Benjamín e Maria, nata Schmidt. Suo padre era un fonditore di ferro.

### Formazione e ministero sacerdotale
Frequentò il liceo a Rožňava e poi studiò teologia al Collegium Pazmanianum di Vienna.
Il 4 settembre 1913 fu ordinato presbitero. Nel 1915 conseguì il dottorato in teologia. Fu per un breve tempo cappellano a Gelnica e poi prestò servizio nella curia vescovile di Rožňava.
Dopo la disgregazione dell'Impero austro-ungarico e l'istituzione della Cecoslovacchia prese parte ai negoziati tra il governo cecoslovacco e la Santa Sede. Fece parte della commissione che preparò l'accordo Modus Vivendi. Esso fu siglato nel gennaio del 1928 tra la Santa Sede e la Cecoslovacchia e conteneva le disposizioni per l'adeguamento dei confini delle province ecclesiastiche e la nomina dei vescovi.
Il 22 febbraio 1945, dopo la morte del vescovo Michal Bubnič, il capitolo dei canonici lo elesse vicario capitolare. Nel 1948, grazie anche all'esperienza acculata nelle trattative tra la Santa Sede e lo Stato, a nome dei vescovi della Slovacchia, partecipò agli incontri del comitato centrale del Fronte nazionale dei cechi e degli slovacchi, l'organo istituito per assumere il controllo dello Stato dopo la seconda guerra mondiale, a Praga.

### Ministero episcopale
Il 25 luglio 1949 papa Pio XII lo nominò amministratore apostolico di Rožňava e vescovo titolare di Neila. Ricevette l'ordinazione episcopale il 14 agosto successivo dall'arcivescovo metropolita di Olomouc Josef Karel Matocha, co-consacranti il vescovo di Spiš Ján Vojtaššák e l'eparca di Prešov Pavol Peter Gojdič.
Dopo che il governo comunista sciolse con la forza i seminari e gli ordini religiosi, il vescovo Pobožný ordinò segretamente diversi sacerdoti. Tra gli altri, il 29 settembre 1950 consacrò anche il gesuita Pavol Hnilica. Il 2 gennaio successivo lo ordinò vescovo. Questa consacrazione avvenne all'insaputa della Santa Sede all'interno delle cosiddette "facoltà messicane" e successivamente fu accettata senza riserve.
Le autorità comuniste gradualmente lo isolarono dai suoi sacerdoti e dai fedeli e alla fine fu confinato agli arresti domiciliari nel vescovado. Nel 1953, insieme ad altri vescovi cechi e slovacchi, fu internato a Myštěves, vicino a Nový Bydžov, e successivamente a Roželov, dove rimase fino al 1956.
Partecipò alla seconda, alla terza e alla quarta sessione del Concilio Vaticano II. Durante la sua permanenza a Roma informò per iscritto papa Paolo VI di avere ordinato vescovo Pavol Hnilica. Successivamente il pontefice confermò l'ordinazione e assegnò a Hnilica il titolo di Rusado.
Tra il 1965 e il 1969, in qualità di presidente della Commissione liturgica slovacca, monsignor Róbert Pobožný contribuì in modo significativo all'introduzione della riforma liturgica nel paese. In Slovacchia il Novus Ordo Missae fu introdotto definitivamente a partire dal 30 novembre 1969, prima domenica di Avvento. La prima messa in lingua slovacca era stata celebrata il 10 novembre nella chiesa di San Francesco Saverio a Rožňava.
Morì a Rožňava il 9 giugno 1972 all'età di 82 anni. Le autorità comuniste non consentirono alla Santa Sede di nominare un successore e pertanto la sede rimase vacante fino al febbraio del 1990, quando papa Giovanni Paolo II chiamò a succedergli Eduard Kojnok.

## Genealogia episcopale e successione apostolica
La genealogia episcopale è:
- Cardinale Scipione Rebiba
- Cardinale Giulio Antonio Santori
- Cardinale Girolamo Bernerio, O.P.
- Arcivescovo Galeazzo Sanvitale
- Cardinale Ludovico Ludovisi
- Cardinale Luigi Caetani
- Cardinale Ulderico Carpegna
- Cardinale Paluzzo Paluzzi Altieri degli Albertoni
- Papa Benedetto XIII
- Papa Benedetto XIV
- Papa Clemente XIII
- Cardinale Marcantonio Colonna
- Cardinale Giacinto Sigismondo Gerdil, B.
- Cardinale Giulio Maria della Somaglia
- Cardinale Carlo Odescalchi, S.I.
- Cardinale Costantino Patrizi Naro
- Cardinale Lucido Maria Parocchi
- Papa Pio X
- Papa Benedetto XV
- Papa Pio XII
- Arcivescovo Saverio Ritter
- Cardinale Josef Beran
- Arcivescovo Josef Karel Matocha
- Vescovo Robert Pobožný

La successione apostolica è:
- Vescovo Pavol Hnilica, S.I.